# Ярош, Ежи
Ежи Бронислав Ярош (пол. Jerzy Bronisław Jarosz; 18 августа 1931, Нагавчина) — польский генерал, командир ряда пехотных, десантно-штурмовых и мотострелковых подразделений вооружённых сил ПНР. В 1981—1983 член Военного совета национального спасения. В первые годы Третьей Речи Посполитой — 1990—1992 — командующий военной полицией Варшавы.

## Карьера в Войске Польском
В 1951 окончил Школу офицеров пехоты № 1, созданную в СССР для подготовки коммунистических кадров польской армии. Первая командная должность — командир миномётного взвода в Пшемысле. В 1954—1957 окончил Академию генштаба. Командовал пехотным батальоном в Кельце, десантно-штурмовыми батальонами в Освенциме и Кракове.
В 1969—1972 — военный атташе ПНР в Брюсселе. В 1972 назначен заместителем командующего Поморской воздушно-десантной дивизии.
В ноябре 1973 — мае 1974 командовал специальной военной группой ПНР в составе войск ООН на Ближнем Востоке. В 1974—1976 окончил Военную академию Генерального штаба Вооружённых Сил СССР имени К. Е. Ворошилова.
С октября 1976 полковник Ярош — командир 1-й Варшавской механизированной (мотострелковой) дивизией имени Тадеуша Костюшко, расквартированной в Легионово. С октября 1978 — генерал бригады Войска Польского.

## При военном режиме
В качестве командира дивизии имени Костюшко генерал Ярош 13 декабря 1981 вошёл в состав Военного совета национального спасения (WRON). В период военного положения Ярош, наряду с генералом Оливой и подполковником Влосиньским, отвечал за положение в Варшаве и столичном Мазовецком регионе.
31 декабря 1984 назначен заместителем командующего Варшавским военным округом, командующим территориальной обороной Варшавы. В 1989 возглавил также «Добровольческий трудовой корпус».

## После смены системы
Несмотря на членство в WRON, генерал Ярош воспринимался в обществе как профессиональный военный, а не коммунистический партийный политик, и вызывал несколько меньшее отторжение, чем другие члены Совета. После смены общественно-политической системы, с 15 мая 1990 по 26 января 1992, Ярош занимал пост командующего военной полицией Варшавы. Подозревался прокуратурой в уничтожении секретных документов.
20 февраля 1992 Ежи Ярош оставил военную службу и вышел на пенсию. Состоит в Клубе генералов Войска Польского.